# Лихуе
Лихуе (енгл. Lihue) насељено је место за статистичке потребе у америчкој савезној држави Хаваји. По попису становништва из 2010. у њему је живело 6.455 становника.

## Демографија
Према попису становништва из 2010. у граду је живело 6.455 становника, што је 781 (13,8%) становника више него 2000. године.
| Група             | 2000.         | 2010.         |
| Белци             | 1.218 (21,5%) | 1.323 (20,5%) |
| Афроамериканци    | 12 (0,2%)     | 24 (0,4%)     |
| Азијати           | 2.794 (49,2%) | 2.865 (44,4%) |
| Хиспаноамериканци | 370 (6,5%)    | 550 (8,5%)    |
| Укупно            | 5.674         | 6.455         |